# Las Delicias (paroisse civile)
Pour les articles homonymes, voir Las Delicias et Delicias.
Las Delicias est l'une des huit paroisses civiles de la municipalité de Girardot, dans l'État d'Aragua au Venezuela. En 2007, la population estimée s'élève à 48 957 habitants. Sa capitale est Maracay, chef-lieu de la municipalité et capitale de l'État d'Aragua.

## Géographie

### Milieux naturels et environnement
Le nord du territoire de la paroisse civile est occupé par le parc national Henri Pittier.

### Démographie
Las Delicias constitue l'une des paroisses urbaines de la ville de Maracay, capitale de l'État, dont elle abrite les quartiers au nord-est du centre. Elle comporte notamment les quartiers suivants :
- Barrio Sucre
- La Pedredra
- Montaña Fresca
- San Jacinto
- Urbanización Cantarrana
- Urbanización El Castaño
- Urbanización El Toro
- Urbanización La Floresta
- Urbanización Ojo de Agua

## Sources
- (es) Cet article est partiellement ou en totalité issu de l’article de Wikipédia en espagnol intitulé « Parroquia Las Delicias » (voir la liste des auteurs).